# A料
《a料》是亞洲電視本港台製作的一個資訊節目，為「5個半a餐」節目之一。節目主要比較各地文化。由2007年10月8日起，逢星期一晚上7:30播出，節目主持為李麗蕊、鄒凱光、蔡國威。2008年1月7日起，改為逢星期一晚上10:00播出，節目主持改為袁文傑、徐自賢、蔡國威。 除了《a料》外，原本有另一個《a+料》的節目，內容與《a料》相同，因配合播放《街頭醫生》，《a+料》被《a料》取代。

## 比較有料到
比較有料到是《a料》環節之一，主要比較世界各地的文化。

## 十八區一線通
十八區一線通是與香港經濟日報旗下《Take me Home》合作的環節，報導全港十八區最新消息，做到與市民緊密聯繫。

## a級片唔駛錢
a級片唔駛錢是與Youtube合作的環節，介紹最多人收看的短片。

## 外部連結
- aTV 5個半a餐-a料